# Шоу, Линдси
Ли́ндсей Ма́ри Шо́у (англ. Lindsey Marie Shaw; род. 10 мая 1989, Линкольн, Небраска, США) — американская актриса.
С 2004 по 2007 годы шоу снималась в роли Дженнифер Мосли в сериале «Рассекреченное руководство Неда по выживанию в школе». В 2007—2008 годах снималась в сериале «Чужие в Америке», где играла роль Клэр Толчук. Играла роль Кейт Стрэтфорд в телесериале «10 причин моей ненависти», вместе с Меган Джетт Мартин, которая сыграла младшую сестру Кейт — Бьянку. Снялась в клипе группы Nickelback на песню Rockstar. С 2010 по 2017 годы снималась в сериале «Милые обманщицы», в роли Пэйдж Маккаллерс. В 2010 году снялась в фильме «Ник и Тристан вперед на Мега Дега». В 2011 году снялась в фильмах «Вой: Перерождение» и «Советы с того света».

## Избранная фильмография
| Год       | Русское Название                                     | Оригинальное Название                       | Роль                     |
| --------- | ---------------------------------------------------- | ------------------------------------------- | ------------------------ |
| 2004—2007 | Рассекреченное руководство Неда по выживанию в школе | Ned’s Declassified Survival Guide to School | Дженифер Мозли           |
| 2005      | Великая ложь                                         | The Great Lie                               | Робин                    |
| 2007—2008 | Чужие в Америке                                      | Aliens in America                           | Клэр Толчук              |
| 2008—2009 | В последний миг                                      | Eleventh Hour                               | Вивиан Бингхэм           |
| 2009—2010 | 10 причин моей ненависти                             | 10 Things I Hate About You                  | Катерина «Кэт» Стрэтфорд |
| 2010      | Ник и Тристан вперед на Мега Дега                    | Nic & Tristan Go Mega Dega                  | Обри                     |
| 2010      | Гидеон                                               | Gideon                                      | Фэй                      |
| 2010      | Переданный                                           | Devolved                                    | Пегги                    |
| 2011      | Вой: Перерождение                                    | The Howling: Reborn                         | Элианна Уотнер           |
| 2011      | Советы с того света                                  | Teen Spirit                                 | Лиза Соммерс             |
| 2011—2017 | Милые обманщицы                                      | Pretty Little Liars                         | Пейдж Маккаллерс         |
| 2012      | 16-Любовь                                            | 16-LOVE                                     | Элли Мэш                 |
| 2012      | Никто не выжил                                       | No One Lives                                | Эмбер                    |
| 2012      | Люби меня                                            | Love Me                                     | Сильвия Поттер           |
| 2011—2013 | Следствие по телу                                    | Body of Proof                               | София Полли              |
| 2013      | Объекты в зеркале заднего вида                       | Objects in the Rearview                     | Элис                     |
| 2014      | Жёлтый день                                          | Yellow Day                                  | девушка в церкви         |
| 2014      | Пригород                                             | Suburgatory                                 | Джун                     |
| 2016      | Фальсификация                                        | Faking It                                   | Саша                     |
| 2021      | Люцифер                                              | Lucifer                                     | Кейт Джейкобс            |